# Unicodeblock Pahawh Hmong
Der Unicodeblock Pahawh Hmong (U+12000 bis U+123FF) beinhaltet die Schriftzeichen von Pahawh Hmong.

## Liste
Die  Zeichen U+16B30 bis U+16B36 haben die  bidirektionale Klasse "Markierung ohne Extrabreite", alle anderen Zeichen haben die Klasse "links nach rechts".
| Unicodenummer   | Zeichen (400 %) | Kategorie                               | Offizielle Bezeichnung                   | Beschreibung                                |
| --------------- | --------------- | --------------------------------------- | ---------------------------------------- | ------------------------------------------- |
| U+16B00 (92928) | 𖬀               | anderer Buchstabe, Silbe oder Ideogramm | PAHAWH HMONG VOWEL KEEB                  | Pahawh-Hmong-Vokal Keeb                     |
| U+16B01 (92929) | 𖬁               | anderer Buchstabe, Silbe oder Ideogramm | PAHAWH HMONG VOWEL KEEV                  | Pahawh-Hmong-Vokal Keev                     |
| U+16B02 (92930) | 𖬂               | anderer Buchstabe, Silbe oder Ideogramm | PAHAWH HMONG VOWEL KIB                   | Pahawh-Hmong-Vokal Kib                      |
| U+16B03 (92931) | 𖬃               | anderer Buchstabe, Silbe oder Ideogramm | PAHAWH HMONG VOWEL KIV                   | Pahawh-Hmong-Vokal Kiv                      |
| U+16B04 (92932) | 𖬄               | anderer Buchstabe, Silbe oder Ideogramm | PAHAWH HMONG VOWEL KAUB                  | Pahawh-Hmong-Vokal Kaub                     |
| U+16B05 (92933) | 𖬅               | anderer Buchstabe, Silbe oder Ideogramm | PAHAWH HMONG VOWEL KAUV                  | Pahawh-Hmong-Vokal Kauv                     |
| U+16B06 (92934) | 𖬆               | anderer Buchstabe, Silbe oder Ideogramm | PAHAWH HMONG VOWEL KUB                   | Pahawh-Hmong-Vokal Kub                      |
| U+16B07 (92935) | 𖬇               | anderer Buchstabe, Silbe oder Ideogramm | PAHAWH HMONG VOWEL KUV                   | Pahawh-Hmong-Vokal Kuv                      |
| U+16B08 (92936) | 𖬈               | anderer Buchstabe, Silbe oder Ideogramm | PAHAWH HMONG VOWEL KEB                   | Pahawh-Hmong-Vokal Keb                      |
| U+16B09 (92937) | 𖬉               | anderer Buchstabe, Silbe oder Ideogramm | PAHAWH HMONG VOWEL KEV                   | Pahawh-Hmong-Vokal Kev                      |
| U+16B0A (92938) | 𖬊               | anderer Buchstabe, Silbe oder Ideogramm | PAHAWH HMONG VOWEL KAIB                  | Pahawh-Hmong-Vokal Kaib                     |
| U+16B0B (92939) | 𖬋               | anderer Buchstabe, Silbe oder Ideogramm | PAHAWH HMONG VOWEL KAIV                  | Pahawh-Hmong-Vokal Kaiv                     |
| U+16B0C (92940) | 𖬌               | anderer Buchstabe, Silbe oder Ideogramm | PAHAWH HMONG VOWEL KOOB                  | Pahawh-Hmong-Vokal Koob                     |
| U+16B0D (92941) | 𖬍               | anderer Buchstabe, Silbe oder Ideogramm | PAHAWH HMONG VOWEL KOOV                  | Pahawh-Hmong-Vokal Koov                     |
| U+16B0E (92942) | 𖬎               | anderer Buchstabe, Silbe oder Ideogramm | PAHAWH HMONG VOWEL KAWB                  | Pahawh-Hmong-Vokal Kawb                     |
| U+16B0F (92943) | 𖬏               | anderer Buchstabe, Silbe oder Ideogramm | PAHAWH HMONG VOWEL KAWV                  | Pahawh-Hmong-Vokal Kawv                     |
| U+16B10 (92944) | 𖬐               | anderer Buchstabe, Silbe oder Ideogramm | PAHAWH HMONG VOWEL KUAB                  | Pahawh-Hmong-Vokal Kuab                     |
| U+16B11 (92945) | 𖬑               | anderer Buchstabe, Silbe oder Ideogramm | PAHAWH HMONG VOWEL KUAV                  | Pahawh-Hmong-Vokal Kuav                     |
| U+16B12 (92946) | 𖬒               | anderer Buchstabe, Silbe oder Ideogramm | PAHAWH HMONG VOWEL KOB                   | Pahawh-Hmong-Vokal Kob                      |
| U+16B13 (92947) | 𖬓               | anderer Buchstabe, Silbe oder Ideogramm | PAHAWH HMONG VOWEL KOV                   | Pahawh-Hmong-Vokal Kov                      |
| U+16B14 (92948) | 𖬔               | anderer Buchstabe, Silbe oder Ideogramm | PAHAWH HMONG VOWEL KIAB                  | Pahawh-Hmong-Vokal Kiab                     |
| U+16B15 (92949) | 𖬕               | anderer Buchstabe, Silbe oder Ideogramm | PAHAWH HMONG VOWEL KIAV                  | Pahawh-Hmong-Vokal Kiav                     |
| U+16B16 (92950) | 𖬖               | anderer Buchstabe, Silbe oder Ideogramm | PAHAWH HMONG VOWEL KAB                   | Pahawh-Hmong-Vokal Kab                      |
| U+16B17 (92951) | 𖬗               | anderer Buchstabe, Silbe oder Ideogramm | PAHAWH HMONG VOWEL KAV                   | Pahawh-Hmong-Vokal Kav                      |
| U+16B18 (92952) | 𖬘               | anderer Buchstabe, Silbe oder Ideogramm | PAHAWH HMONG VOWEL KWB                   | Pahawh-Hmong-Vokal Kwb                      |
| U+16B19 (92953) | 𖬙               | anderer Buchstabe, Silbe oder Ideogramm | PAHAWH HMONG VOWEL KWV                   | Pahawh-Hmong-Vokal Kwv                      |
| U+16B1A (92954) | 𖬚               | anderer Buchstabe, Silbe oder Ideogramm | PAHAWH HMONG VOWEL KAAB                  | Pahawh-Hmong-Vokal Kaab                     |
| U+16B1B (92955) | 𖬛               | anderer Buchstabe, Silbe oder Ideogramm | PAHAWH HMONG VOWEL KAAV                  | Pahawh-Hmong-Vokal Kaav                     |
| U+16B1C (92956) | 𖬜               | anderer Buchstabe, Silbe oder Ideogramm | PAHAWH HMONG CONSONANT VAU               | Pahawh-Hmong-Konsonant Vau                  |
| U+16B1D (92957) | 𖬝               | anderer Buchstabe, Silbe oder Ideogramm | PAHAWH HMONG CONSONANT NTSAU             | Pahawh-Hmong-Konsonant Ntsau                |
| U+16B1E (92958) | 𖬞               | anderer Buchstabe, Silbe oder Ideogramm | PAHAWH HMONG CONSONANT LAU               | Pahawh-Hmong-Konsonant Lau                  |
| U+16B1F (92959) | 𖬟               | anderer Buchstabe, Silbe oder Ideogramm | PAHAWH HMONG CONSONANT HAU               | Pahawh-Hmong-Konsonant Hau                  |
| U+16B20 (92960) | 𖬠               | anderer Buchstabe, Silbe oder Ideogramm | PAHAWH HMONG CONSONANT NLAU              | Pahawh-Hmong-Konsonant Nlau                 |
| U+16B21 (92961) | 𖬡               | anderer Buchstabe, Silbe oder Ideogramm | PAHAWH HMONG CONSONANT RAU               | Pahawh-Hmong-Konsonant Rau                  |
| U+16B22 (92962) | 𖬢               | anderer Buchstabe, Silbe oder Ideogramm | PAHAWH HMONG CONSONANT NKAU              | Pahawh-Hmong-Konsonant Nkau                 |
| U+16B23 (92963) | 𖬣               | anderer Buchstabe, Silbe oder Ideogramm | PAHAWH HMONG CONSONANT QHAU              | Pahawh-Hmong-Konsonant Qhau                 |
| U+16B24 (92964) | 𖬤               | anderer Buchstabe, Silbe oder Ideogramm | PAHAWH HMONG CONSONANT YAU               | Pahawh-Hmong-Konsonant Yau                  |
| U+16B25 (92965) | 𖬥               | anderer Buchstabe, Silbe oder Ideogramm | PAHAWH HMONG CONSONANT HLAU              | Pahawh-Hmong-Konsonant Hlau                 |
| U+16B26 (92966) | 𖬦               | anderer Buchstabe, Silbe oder Ideogramm | PAHAWH HMONG CONSONANT MAU               | Pahawh-Hmong-Konsonant Mau                  |
| U+16B27 (92967) | 𖬧               | anderer Buchstabe, Silbe oder Ideogramm | PAHAWH HMONG CONSONANT CHAU              | Pahawh-Hmong-Konsonant Chau                 |
| U+16B28 (92968) | 𖬨               | anderer Buchstabe, Silbe oder Ideogramm | PAHAWH HMONG CONSONANT NCHAU             | Pahawh-Hmong-Konsonant Nchau                |
| U+16B29 (92969) | 𖬩               | anderer Buchstabe, Silbe oder Ideogramm | PAHAWH HMONG CONSONANT HNAU              | Pahawh-Hmong-Konsonant Hnau                 |
| U+16B2A (92970) | 𖬪               | anderer Buchstabe, Silbe oder Ideogramm | PAHAWH HMONG CONSONANT PLHAU             | Pahawh-Hmong-Konsonant Plhau                |
| U+16B2B (92971) | 𖬫               | anderer Buchstabe, Silbe oder Ideogramm | PAHAWH HMONG CONSONANT NTHAU             | Pahawh-Hmong-Konsonant Nthau                |
| U+16B2C (92972) | 𖬬               | anderer Buchstabe, Silbe oder Ideogramm | PAHAWH HMONG CONSONANT NAU               | Pahawh-Hmong-Konsonant Nau                  |
| U+16B2D (92973) | 𖬭               | anderer Buchstabe, Silbe oder Ideogramm | PAHAWH HMONG CONSONANT AU                | Pahawh-Hmong-Konsonant Au                   |
| U+16B2E (92974) | 𖬮               | anderer Buchstabe, Silbe oder Ideogramm | PAHAWH HMONG CONSONANT XAU               | Pahawh-Hmong-Konsonant Xau                  |
| U+16B2F (92975) | 𖬯               | anderer Buchstabe, Silbe oder Ideogramm | PAHAWH HMONG CONSONANT CAU               | Pahawh-Hmong-Konsonant Cau                  |
| U+16B30 (92976) | 𖬰                | Markierung ohne Extrabreite             | PAHAWH HMONG MARK CIM TUB                | Pahawh-Hmong-Markierung Cim Tub             |
| U+16B31 (92977) | 𖬱                | Markierung ohne Extrabreite             | PAHAWH HMONG MARK CIM SO                 | Pahawh-Hmong-Markierung Cim So              |
| U+16B32 (92978) | 𖬲                | Markierung ohne Extrabreite             | PAHAWH HMONG MARK CIM KES                | Pahawh-Hmong-Markierung Cim Kes             |
| U+16B33 (92979) | 𖬳                | Markierung ohne Extrabreite             | PAHAWH HMONG MARK CIM KHAV               | Pahawh-Hmong-Markierung Cim Khav            |
| U+16B34 (92980) | 𖬴                | Markierung ohne Extrabreite             | PAHAWH HMONG MARK CIM SUAM               | Pahawh-Hmong-Markierung Cim Suam            |
| U+16B35 (92981) | 𖬵                | Markierung ohne Extrabreite             | PAHAWH HMONG MARK CIM HOM                | Pahawh-Hmong-Markierung Cim Hom             |
| U+16B36 (92982) | 𖬶                | Markierung ohne Extrabreite             | PAHAWH HMONG MARK CIM TAUM               | Pahawh-Hmong-Markierung Cim Taum            |
| U+16B37 (92983) | 𖬷               | andere Interpunktion                    | PAHAWH HMONG SIGN VOS THOM               | Pahawh-Hmong-Zeichen Vos Thom               |
| U+16B38 (92984) | 𖬸               | andere Interpunktion                    | PAHAWH HMONG SIGN VOS TSHAB CEEB         | Pahawh-Hmong-Zeichen Vos Tshab Ceeb         |
| U+16B39 (92985) | 𖬹               | andere Interpunktion                    | PAHAWH HMONG SIGN CIM CHEEM              | Pahawh-Hmong-Zeichen Cim Cheem              |
| U+16B3A (92986) | 𖬺               | andere Interpunktion                    | PAHAWH HMONG SIGN VOS THIAB              | Pahawh-Hmong-Zeichen Vos Thiab              |
| U+16B3B (92987) | 𖬻               | andere Interpunktion                    | PAHAWH HMONG SIGN VOS FEEM               | Pahawh-Hmong-Zeichen Vos Feem               |
| U+16B3C (92988) | 𖬼               | anderes Symbol                          | PAHAWH HMONG SIGN XYEEM NTXIV            | Pahawh-Hmong-Zeichen Xyeem Ntxiv            |
| U+16B3D (92989) | 𖬽               | anderes Symbol                          | PAHAWH HMONG SIGN XYEEM RHO              | Pahawh-Hmong-Zeichen Xyeem Rho              |
| U+16B3E (92990) | 𖬾               | anderes Symbol                          | PAHAWH HMONG SIGN XYEEM TOV              | Pahawh-Hmong-Zeichen Xyeem Tov              |
| U+16B3F (92991) | 𖬿               | anderes Symbol                          | PAHAWH HMONG SIGN XYEEM FAIB             | Pahawh-Hmong-Zeichen Xyeem Faib             |
| U+16B40 (92992) | 𖭀               | modifizierender Buchstabe               | PAHAWH HMONG SIGN VOS SEEV               | Pahawh-Hmong-Zeichen Vos Seev               |
| U+16B41 (92993) | 𖭁               | modifizierender Buchstabe               | PAHAWH HMONG SIGN MEEJ SUAB              | Pahawh-Hmong-Zeichen Meej Suab              |
| U+16B42 (92994) | 𖭂               | modifizierender Buchstabe               | PAHAWH HMONG SIGN VOS NRUA               | Pahawh-Hmong-Zeichen Vos Nrua               |
| U+16B43 (92995) | 𖭃               | modifizierender Buchstabe               | PAHAWH HMONG SIGN IB YAM                 | Pahawh-Hmong-Zeichen Ib Yam                 |
| U+16B44 (92996) | 𖭄               | andere Interpunktion                    | PAHAWH HMONG SIGN XAUS                   | Pahawh-Hmong-Zeichen Xaus                   |
| U+16B45 (92997) | 𖭅               | anderes Symbol                          | PAHAWH HMONG SIGN CIM TSOV ROG           | Pahawh-Hmong-Zeichen Cim Tsov Rog           |
| U+16B50 (93008) | 𖭐               | Dezimalziffer                           | PAHAWH HMONG DIGIT ZERO                  | Pahawh-Hmong-Ziffer Null                    |
| U+16B51 (93009) | 𖭑               | Dezimalziffer                           | PAHAWH HMONG DIGIT ONE                   | Pahawh-Hmong-Ziffer Eins                    |
| U+16B52 (93010) | 𖭒               | Dezimalziffer                           | PAHAWH HMONG DIGIT TWO                   | Pahawh-Hmong-Ziffer Zwei                    |
| U+16B53 (93011) | 𖭓               | Dezimalziffer                           | PAHAWH HMONG DIGIT THREE                 | Pahawh-Hmong-Ziffer Drei                    |
| U+16B54 (93012) | 𖭔               | Dezimalziffer                           | PAHAWH HMONG DIGIT FOUR                  | Pahawh-Hmong-Ziffer Vier                    |
| U+16B55 (93013) | 𖭕               | Dezimalziffer                           | PAHAWH HMONG DIGIT FIVE                  | Pahawh-Hmong-Ziffer Fünf                    |
| U+16B56 (93014) | 𖭖               | Dezimalziffer                           | PAHAWH HMONG DIGIT SIX                   | Pahawh-Hmong-Ziffer Sechs                   |
| U+16B57 (93015) | 𖭗               | Dezimalziffer                           | PAHAWH HMONG DIGIT SEVEN                 | Pahawh-Hmong-Ziffer Sieben                  |
| U+16B58 (93016) | 𖭘               | Dezimalziffer                           | PAHAWH HMONG DIGIT EIGHT                 | Pahawh-Hmong-Ziffer Acht                    |
| U+16B59 (93017) | 𖭙               | Dezimalziffer                           | PAHAWH HMONG DIGIT NINE                  | Pahawh-Hmong-Ziffer Neun                    |
| U+16B5B (93019) | 𖭛               | anderes Zahlzeichen                     | PAHAWH HMONG NUMBER TENS                 | Pahawh-Hmong-Zahl Zehner                    |
| U+16B5C (93020) | 𖭜               | anderes Zahlzeichen                     | PAHAWH HMONG NUMBER HUNDREDS             | Pahawh-Hmong-Zahl Hunderter                 |
| U+16B5D (93021) | 𖭝               | anderes Zahlzeichen                     | PAHAWH HMONG NUMBER TEN THOUSANDS        | Pahawh-Hmong-Zahl Zehntausender             |
| U+16B5E (93022) | 𖭞               | anderes Zahlzeichen                     | PAHAWH HMONG NUMBER MILLIONS             | Pahawh-Hmong-Zahl Millionen                 |
| U+16B5F (93023) | 𖭟               | anderes Zahlzeichen                     | PAHAWH HMONG NUMBER HUNDRED MILLIONS     | Pahawh-Hmong-Zahl Hundert Millionen         |
| U+16B60 (93024) | 𖭠               | anderes Zahlzeichen                     | PAHAWH HMONG NUMBER TEN BILLIONS         | Pahawh-Hmong-Zahl Zehn Milliarden           |
| U+16B61 (93025) | 𖭡               | anderes Zahlzeichen                     | PAHAWH HMONG NUMBER TRILLIONS            | Pahawh-Hmong-Zahl Billionen                 |
| U+16B63 (93027) | 𖭣               | anderer Buchstabe, Silbe oder Ideogramm | PAHAWH HMONG SIGN VOS LUB                | Pahawh-Hmong-Zeichen Vos Lub                |
| U+16B64 (93028) | 𖭤               | anderer Buchstabe, Silbe oder Ideogramm | PAHAWH HMONG SIGN XYOO                   | Pahawh-Hmong-Zeichen Xyoo                   |
| U+16B65 (93029) | 𖭥               | anderer Buchstabe, Silbe oder Ideogramm | PAHAWH HMONG SIGN HLI                    | Pahawh-Hmong-Zeichen Hli                    |
| U+16B66 (93030) | 𖭦               | anderer Buchstabe, Silbe oder Ideogramm | PAHAWH HMONG SIGN THIRD-STAGE HLI        | Pahawh-Hmong-Zeichen Dritte Stufe Hli       |
| U+16B67 (93031) | 𖭧               | anderer Buchstabe, Silbe oder Ideogramm | PAHAWH HMONG SIGN ZWJ THAJ               | Pahawh-Hmong-Zeichen Zwj Thaj               |
| U+16B68 (93032) | 𖭨               | anderer Buchstabe, Silbe oder Ideogramm | PAHAWH HMONG SIGN HNUB                   | Pahawh-Hmong-Zeichen Hnub                   |
| U+16B69 (93033) | 𖭩               | anderer Buchstabe, Silbe oder Ideogramm | PAHAWH HMONG SIGN NQIG                   | Pahawh-Hmong-Zeichen Nqig                   |
| U+16B6A (93034) | 𖭪               | anderer Buchstabe, Silbe oder Ideogramm | PAHAWH HMONG SIGN XIAB                   | Pahawh-Hmong-Zeichen Xiab                   |
| U+16B6B (93035) | 𖭫               | anderer Buchstabe, Silbe oder Ideogramm | PAHAWH HMONG SIGN NTUJ                   | Pahawh-Hmong-Zeichen Ntuj                   |
| U+16B6C (93036) | 𖭬               | anderer Buchstabe, Silbe oder Ideogramm | PAHAWH HMONG SIGN AV                     | Pahawh-Hmong-Zeichen Av                     |
| U+16B6D (93037) | 𖭭               | anderer Buchstabe, Silbe oder Ideogramm | PAHAWH HMONG SIGN TXHEEJ CEEV            | Pahawh-Hmong-Zeichen Txheej Ceev            |
| U+16B6E (93038) | 𖭮               | anderer Buchstabe, Silbe oder Ideogramm | PAHAWH HMONG SIGN MEEJ TSEEB             | Pahawh-Hmong-Zeichen Meej Tseeb             |
| U+16B6F (93039) | 𖭯               | anderer Buchstabe, Silbe oder Ideogramm | PAHAWH HMONG SIGN TAU                    | Pahawh-Hmong-Zeichen Tau                    |
| U+16B70 (93040) | 𖭰               | anderer Buchstabe, Silbe oder Ideogramm | PAHAWH HMONG SIGN LOS                    | Pahawh-Hmong-Zeichen Los                    |
| U+16B71 (93041) | 𖭱               | anderer Buchstabe, Silbe oder Ideogramm | PAHAWH HMONG SIGN MUS                    | Pahawh-Hmong-Zeichen Mus                    |
| U+16B72 (93042) | 𖭲               | anderer Buchstabe, Silbe oder Ideogramm | PAHAWH HMONG SIGN CIM HAIS LUS NTOG NTOG | Pahawh-Hmong-Zeichen Cim Hais Lus Ntog Ntog |
| U+16B73 (93043) | 𖭳               | anderer Buchstabe, Silbe oder Ideogramm | PAHAWH HMONG SIGN CIM CUAM TSHOOJ        | Pahawh-Hmong-Zeichen Cim Cuam Tshooj        |
| U+16B74 (93044) | 𖭴               | anderer Buchstabe, Silbe oder Ideogramm | PAHAWH HMONG SIGN CIM TXWV               | Pahawh-Hmong-Zeichen Cim Txwv               |
| U+16B75 (93045) | 𖭵               | anderer Buchstabe, Silbe oder Ideogramm | PAHAWH HMONG SIGN CIM TXWV CHWV          | Pahawh-Hmong-Zeichen Cim Txwv Chwv          |
| U+16B76 (93046) | 𖭶               | anderer Buchstabe, Silbe oder Ideogramm | PAHAWH HMONG SIGN CIM PUB DAWB           | Pahawh-Hmong-Zeichen Cim Pub Dawb           |
| U+16B77 (93047) | 𖭷               | anderer Buchstabe, Silbe oder Ideogramm | PAHAWH HMONG SIGN CIM NRES TOS           | Pahawh-Hmong-Zeichen Cim Nres Tos           |
| U+16B7D (93053) | 𖭽               | anderer Buchstabe, Silbe oder Ideogramm | PAHAWH HMONG CLAN SIGN TSHEEJ            | Pahawh-Hmong-Clanzeichen Tsheej             |
| U+16B7E (93054) | 𖭾               | anderer Buchstabe, Silbe oder Ideogramm | PAHAWH HMONG CLAN SIGN YEEG              | Pahawh-Hmong-Clanzeichen Yeeg               |
| U+16B7F (93055) | 𖭿               | anderer Buchstabe, Silbe oder Ideogramm | PAHAWH HMONG CLAN SIGN LIS               | Pahawh-Hmong-Clanzeichen Lis                |
| U+16B80 (93056) | 𖮀               | anderer Buchstabe, Silbe oder Ideogramm | PAHAWH HMONG CLAN SIGN LAUJ              | Pahawh-Hmong-Clanzeichen Lauj               |
| U+16B81 (93057) | 𖮁               | anderer Buchstabe, Silbe oder Ideogramm | PAHAWH HMONG CLAN SIGN XYOOJ             | Pahawh-Hmong-Clanzeichen Xyooj              |
| U+16B82 (93058) | 𖮂               | anderer Buchstabe, Silbe oder Ideogramm | PAHAWH HMONG CLAN SIGN KOO               | Pahawh-Hmong-Clanzeichen Koo                |
| U+16B83 (93059) | 𖮃               | anderer Buchstabe, Silbe oder Ideogramm | PAHAWH HMONG CLAN SIGN HAWJ              | Pahawh-Hmong-Clanzeichen Hawj               |
| U+16B84 (93060) | 𖮄               | anderer Buchstabe, Silbe oder Ideogramm | PAHAWH HMONG CLAN SIGN MUAS              | Pahawh-Hmong-Clanzeichen Muas               |
| U+16B85 (93061) | 𖮅               | anderer Buchstabe, Silbe oder Ideogramm | PAHAWH HMONG CLAN SIGN THOJ              | Pahawh-Hmong-Clanzeichen Thoj               |
| U+16B86 (93062) | 𖮆               | anderer Buchstabe, Silbe oder Ideogramm | PAHAWH HMONG CLAN SIGN TSAB              | Pahawh-Hmong-Clanzeichen Tsab               |
| U+16B87 (93063) | 𖮇               | anderer Buchstabe, Silbe oder Ideogramm | PAHAWH HMONG CLAN SIGN PHAB              | Pahawh-Hmong-Clanzeichen Phab               |
| U+16B88 (93064) | 𖮈               | anderer Buchstabe, Silbe oder Ideogramm | PAHAWH HMONG CLAN SIGN KHAB              | Pahawh-Hmong-Clanzeichen Khab               |
| U+16B89 (93065) | 𖮉               | anderer Buchstabe, Silbe oder Ideogramm | PAHAWH HMONG CLAN SIGN HAM               | Pahawh-Hmong-Clanzeichen Ham                |
| U+16B8A (93066) | 𖮊               | anderer Buchstabe, Silbe oder Ideogramm | PAHAWH HMONG CLAN SIGN VAJ               | Pahawh-Hmong-Clanzeichen Vaj                |
| U+16B8B (93067) | 𖮋               | anderer Buchstabe, Silbe oder Ideogramm | PAHAWH HMONG CLAN SIGN FAJ               | Pahawh-Hmong-Clanzeichen Faj                |
| U+16B8C (93068) | 𖮌               | anderer Buchstabe, Silbe oder Ideogramm | PAHAWH HMONG CLAN SIGN YAJ               | Pahawh-Hmong-Clanzeichen Yaj                |
| U+16B8D (93069) | 𖮍               | anderer Buchstabe, Silbe oder Ideogramm | PAHAWH HMONG CLAN SIGN TSWB              | Pahawh-Hmong-Clanzeichen Tswb               |
| U+16B8E (93070) | 𖮎               | anderer Buchstabe, Silbe oder Ideogramm | PAHAWH HMONG CLAN SIGN KWM               | Pahawh-Hmong-Clanzeichen Kwm                |
| U+16B8F (93071) | 𖮏               | anderer Buchstabe, Silbe oder Ideogramm | PAHAWH HMONG CLAN SIGN VWJ               | Pahawh-Hmong-Clanzeichen Vwj                |